# أدولف فرنك
أدولف فرنك (بالفرنسية: Adolphe Franck) (1809 - 1892 م) هو عالم فلسفة فرنسي.
اشتهر بكتاب «قاموس العلوم الفلسفية» Dictionnaire des sciences philosophiques وقد ظهر أولا في 6 أجزاء، باريس سنة 1844 - 1852 م.
وُلد أدولف فرانك ابن لأبوين يهوديين، ودرس في مدارس نانسي وتولوز. جاء إلى باريس في عام 1840 كأستاذ للفلسفة في جامعة شارلمانج وفي عام 1844 أصبح عضوًا بالمعهد وأستاذًا للغات الكلاسيكية في جامعة فرنسا. وبعد زيارة إلى إيطاليا في عام 1843، بدأ عمله الرئيسي مجلدات العلوم والفلسفة (1843-49، 6 مجلدات، الطبعة الثانية في المجلد 1، 1875)، والذي كتب فيها بنفسه مقالاته العديدة والهامة. أصبح فرانك في عام 1852 رئيس القانون الطبيعي والدولي في جامعة فرنسا. كما عمل فرانك من عام 1850 كعضو في أعلى سلطة للتعليم آنذاك. أسس فرانك الرابطة الوطنية ضد الإلحاد The Ligue Nationale contre l'Athéisme.

## مقتطفات من أعماله
يحتوي قاموس العلوم الفلسفية، الذي يضم حوالي 1800 صفحة والذي يساهم فيه أدولف فرانك بنفسه على عدد كبير جدًا من المقالات، والتي تتناول بشكل خاص تاريخ الفلسفة و «الأشكال الأربعة للفكر الإنساني» التي يجب أن تكون وفقًا له موضوع «التوفيق التدريجي» وهي: الطبيعية، والمثالية، والشك، والتصوف. أما الأعمال الفلسفية الرئيسية في القرن التاسع عشر مثل النقد والعلوم التجريبية، وخاصةً في مجالات الإدراك وعلم النفس، فهي فقد أهملها إلى حد كبير.

## أعماله
- اسكتشات من تاريخ المنطق (1838)[11]
- الكابالا أو الفلسفة الدينية من العبرانيين (1843 المانى: موت كابلا ودير أودر Religionsphilosophie Hebräer، übertragen فون أدولف جيلينيك، لايبزيغ 1844) مطبعة أمستردام في عام 1990.
- الشيوعية والحكم على أساس التاريخ من أصله حتى عام 1871 (1849، 1871 الطبعة الثالة)
- الدراسات الشرقية في الجدال ضدّ وحدة الوجود (1861)
- الاصلاحيين والدعاة من أوروبا القرن السابع عشر.
- إصلاحيون وناشرو أوروبا: العصور الوسطى، عصر النهضة (1863)
- فلسفة قانون العقوبات (1864، 2 أغسطس 1880)
- فلسفة القانون الكنسي (1864)
- الفلسفة الصوفية في فرنسا في أواخر القرن الثامن عشر، وسانت مارتن وسيده باسكاليز مارتينيز (1866)؛
- الفلسفة والدين (1867، 1869)؛
- الفضائل للجميع (أوفل، 1883)؛
- الأخلاقيات والفلاسفة (1871، 1874)
- عناصر الأخلاق (1881)
- الفلاسفة الأجانب والفرنسيين الحديثين (1879)
- الإصلاحيون والأوسكيون في أوروبا القرن الثامن عشر (1881)
- مقالات النقد الفلسفي. (1885)
- تقارير الدين والدولة. (1885)
- فلسفة القانون المدني (1886)
- دراسات شرقية جديدة. (1896)
- رسم لمنطق التاريخ يسبقه تحليلا مستفيضًا للأورجانوم أرسطو (1898).

بالإضافة إلى ذلك، كان فرانك رئيس تحرير مجلدات العلوم والفلسفة (1843-49، 6 مجلدات، الطبعة الثانية في المجلد 1، 1875)، والذي كتب فيها بنفسه مقالاته العديدة والهامة.